# Seweweeks Poort
Le Seweweeks Poort (littéralement « Porte des Sept Semaines ») est un passage de montagne à travers les montagnes du Swartberg en province du Cap-Occidental en Afrique du Sud. À partir de Ladismith au sud, il est prolongé vers l'est par le Bosluiskloof Pass, qui permettait d'atteindre vers le nord-est Prince Albert avant que la construction du Gamkapoort Dam n'interrompe cette route. Vers le nord-ouest, la route mène à Laingsburg. La route de Seweweeks Poort est une route de terre empruntant une cluse qui n'a que peu été modifiée depuis sa création.
Les autres passages du Swartberg sont le Meiringspoort, qui est emprunté par la Route nationale 12, et le col Swartberg.

## Histoire
Après l'achèvement du premier franchissement du Swartberg par le Meiringspoort dès 1858, l'intérêt se porta sur le Seweweeks Poort, traversant la chaîne de montagnes à une centaine de kilomètres plus à l'ouest. Ce passage était déjà possible, mais la durée du franchissement par un chariot à bœufs était généralement de 4 à 6 jours pour suivre sur 17 kilomètres la Huis River.
La construction fut réalisée de 1859 à 1862 par des forçats, sous la conduite d'A.G. de Smidt puis Thomas Charles John Bain. Le passage de la cordillère put dès lors se faire en 3 heures.

## Source
(en) Graham Ross, The Romance of Cape Mountain Passes, Le Cap, David Philip, 2002, 224 p. (ISBN 978-0-86486-663-9) 